# Cirriformia punctata
Cirriformia punctata är en ringmaskart som först beskrevs av Grube 1859.  Cirriformia punctata ingår i släktet Cirriformia och familjen Cirratulidae. Inga underarter finns listade i Catalogue of Life.